# Vele Srakane
Pour l’article homonyme, voir Vele Srakane (Mali Lošinj).
Vele Srakane est une île de la mer Adriatique appartenant à la Croatie. Elle se situe entre les iles de Lošinj, Unije et Susak ainsi qu'au nord de Male Srakane. Elle a une superficie de 1,15km2 pour une population en 2011 de 3 habitants.

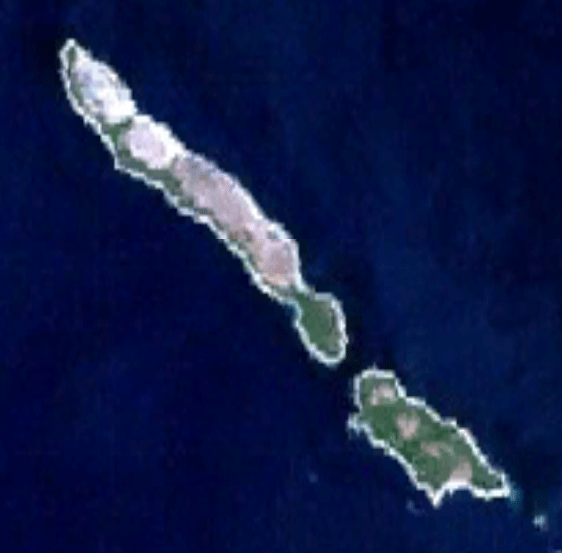
Vue satellite de l’île